# Bernardbau

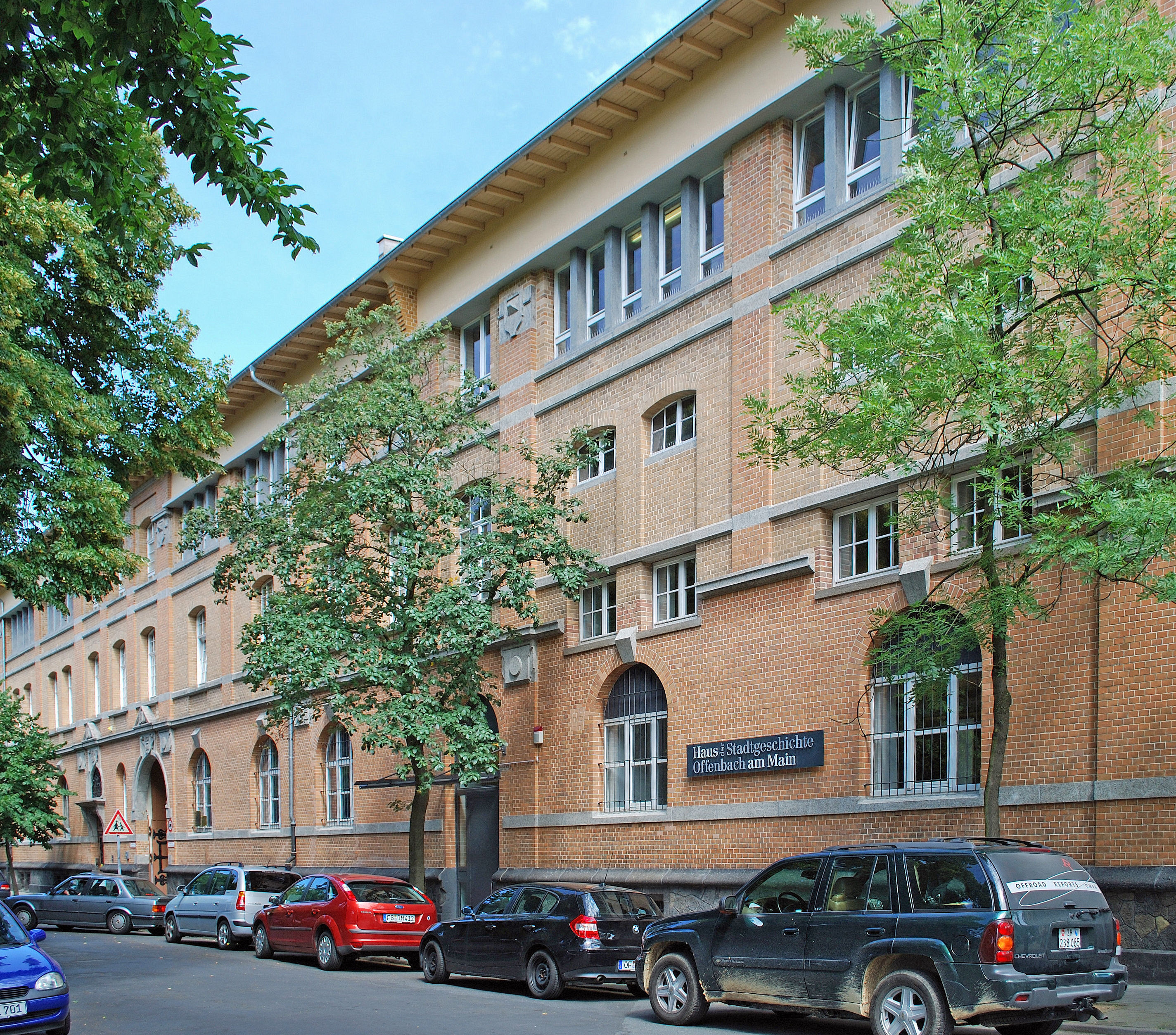
Außenansicht des Bernardbaus

Der Bernardbau ist ein Industriedenkmal und ein Gebäudekomplex mit Verwaltungs- und Fabriketagen in Offenbach am Main, dessen Bau im Jahr 1896 fertiggestellt wurde. Bis auf die Dachzone, die im Zweiten Weltkrieg beschädigt wurde, sind die Fassaden weitgehend im Originalzustand. Nach der Verlängerung der Herrnstraße bis zum Main im Jahr 1892 ließ die Firma Gebrüder Bernard den Bernardbau als Schnupftabakfabrik bauen. Geplant wurde der Komplex durch den Architekten Max Schröder, die Bauausführung der Anlage oblag dem Bauunternehmen Gebrüder Beck.
Der Bernardbau ist Kulturdenkmal nach dem Hessischen Denkmalschutzgesetz.

## Geschichte
Graf Wolfgang-Ernst III. zu Isenburg-Birstein (auch Wolfgang Ernst I. Fürst zu Isenburg und Büdingen als Namen geführt) erlaubte am 31. Januar 1733 Johann Nicolaus Bernard, der aus Straßburg zugewandert war, die Gründung einer Schnupftabakfabrik in Offenbach. Durch Privilegien und Vergünstigungen nahm diese bald eine führende Stellung ein. So wurde ihr beispielsweise im Jahr 1772 das Tabakmonopol für das Herzogtum Sachsen-Gotha-Altenburg erteilt.
Die Familien Bernard und d’Orville, die das Unternehmen in Teilhaberschaft führten, errichteten wenige Jahre später als Herrenhaus und zur Erweiterung der alten Fabrik das Büsing-Palais. Im Jahre 1850 fand die eigentliche Industrialisierung des Unternehmens mit der Inbetriebnahme einer Dampfmaschine statt. Nach Fertigstellung des Bernhardbaus konnte im Jahr 1896 die Produktion vollständig aus dem Büsingpalais ausgelagert werden.
Im Bernardbau wurde im Jahr 1955 die Produktion eingestellt, da nach dem Zweiten Weltkrieg der Verlust von Absatzgebieten die Firma zwang, den Offenbacher Betrieb zugunsten der 1812 in Regensburg eingerichteten Niederlassung der Gebrüder Bernhard, die bereits zu Beginn der 1920er Jahre Hauptsitz der Firma geworden war, aufzugeben.

## Gebäude

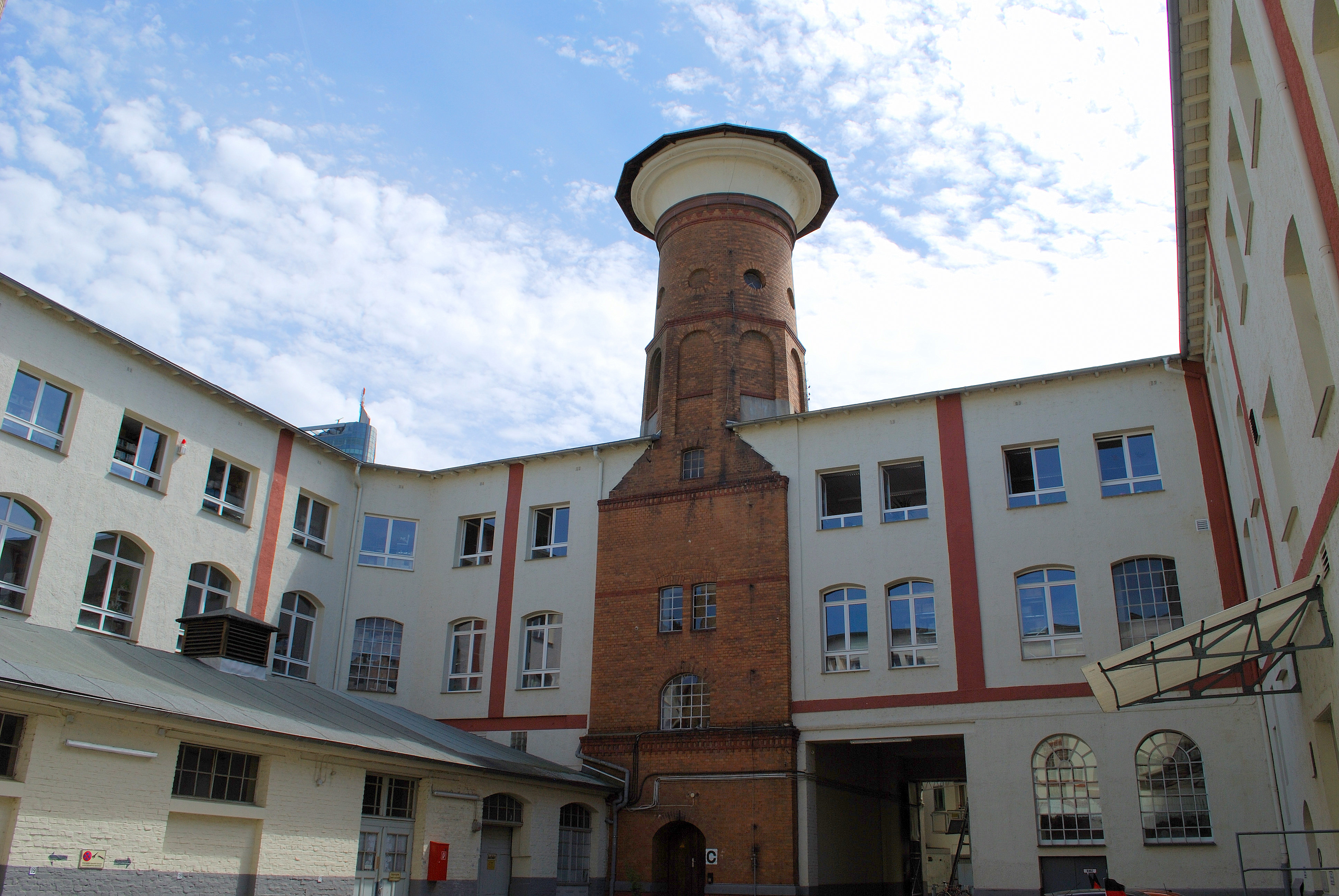
Innenhof des Bernardbaus mit Blick auf den Wasserturm

Bei dem Gebäude handelt es sich um ein vierseitige Anlage aus dreigeschossigen Backsteinbauten mit Werksteinelementen. Die Fassaden ist in der Vertikalen durch Backsteinlisenen mit Schmucksteinen und in der Horizontalen durch Gesimse gegliedert. Über einem dunklen Basaltsockel mit Polygonalmauerwerk und kunstvoll vergitterten Kellerfenstern findet sich ein hohes Erdgeschoss mit rundbogigen Fenstern. Das erste Obergeschoss ist mit Segmentbogenfenster und gekuppelte Rechteckfenster ausgeführt, im zweiten Obergeschoss sind jeweils drei bis fünf Rechteckfenster zusammengefasst.
Über der Hofeinfahrt finden sich die Datierungen „1733/1896“, über dem Eingangsportal die Initialen „G B“ für Gebrüder Bernard. Zum Main hin ziert das Gebäude ein Eckerker über zwei Geschosse. Zur Hofseite hin ist das Bauwerk lediglich mit einer schlichten Putzfassade ausgeführt. Hier findet sich auch der ehemalige Wasserturm, der nach Kriegsbeschädigung im Zweiten Weltkrieg nur bis zum Boden des ehemaligen Behälters erhalten blieb. Er diente zur Speisung der Dampfmaschinen. Der annähernd quadratische Grundriss des Turmes verjüngt sich oberhalb der Dachkante zu einer polygonalen Form als Überleitung zum darüber liegenden runden Turm. Er ist durch Blendbögen, Okuli und Musterung in dunkleren Backsteinen verziert. Von der Innenausstattung hat sich das einstige Musterzimmer mit Holzvertäfelung und Kassettendecke erhalten. Insgesamt ist der monumentale und gut durchgestaltete Bernardbau trotz der Beschädigungen und Umnutzungen bedeutendes Industriedenkmal Offenbachs.
Der Bernardbau ist Teil des Projektes Route der Industriekultur Rhein-Main.
Die Anlage steht unter Denkmalschutz.

## Aktuelle Nutzung

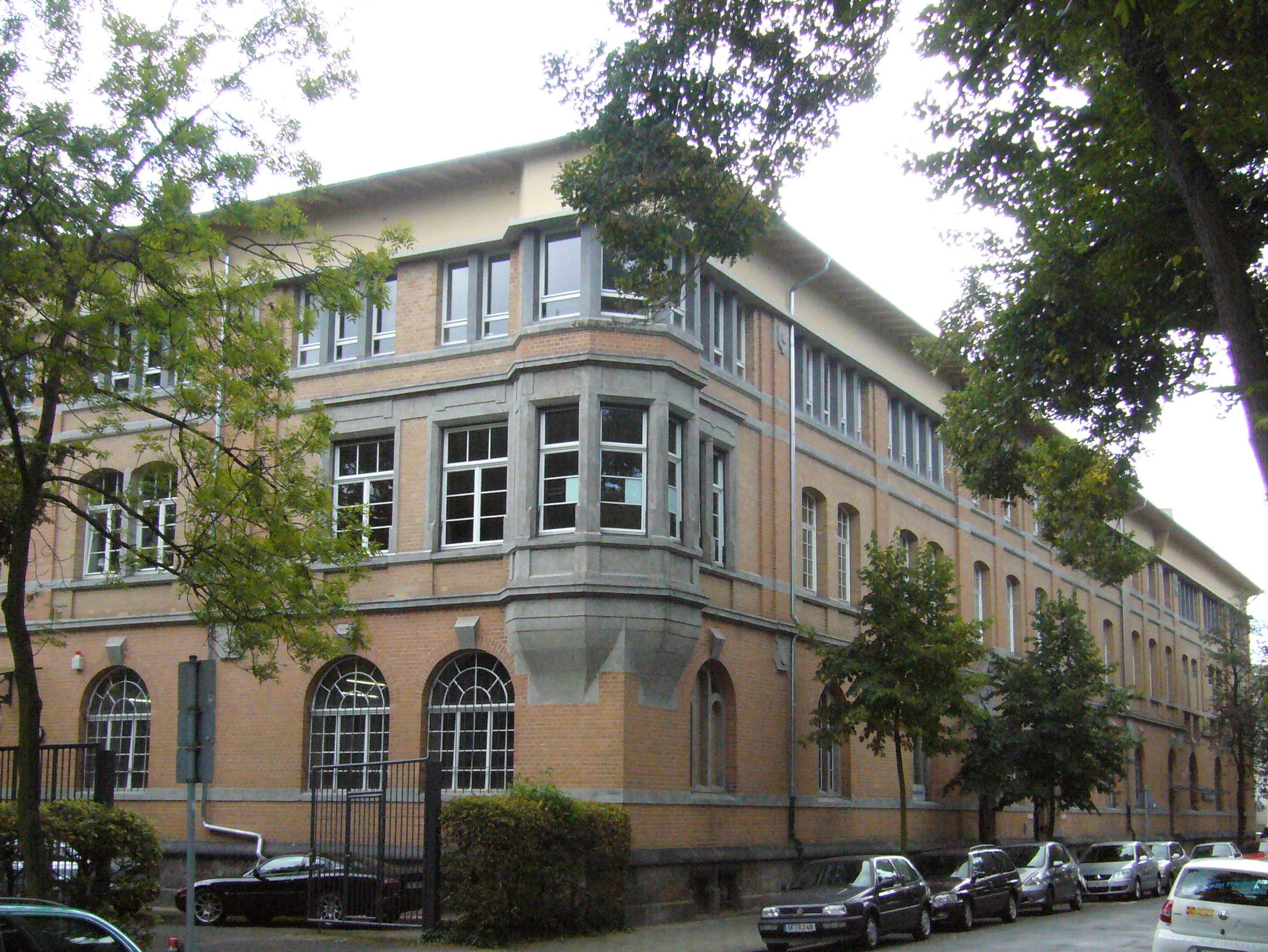
Bernardbau vom Main aus gesehen

Im Bernardbau befinden sich heute unter anderem das Haus der Stadtgeschichte, welches ein Stadtmuseum und das Stadtarchiv vereinigt. In der historischen Industriehalle, die ehemals die Tabakabfüllung der Firma Gebrüder Bernard beherbergte, finden überregional beachtete Wechselausstellungen und Veranstaltungen statt. Der Saal mit den Stadtmodellen der Schausammlung des Hauses der Stadtgeschichte bildete früher mit dem Ausstellungssaal einen einzigen hohen Raum, in welchem vor dem Einziehen der Zwischendecke Tabak-Stampfpressen standen. Das ehemalige Direktorenzimmer des Adolph Freiherrn von Büsing-Orville, ein geräumiges, holzvertäfeltes Zimmer, dient heute dem Archiv des Hauses der Stadtgeschichte als Leseraum.
2011 wurde im rückwärtigen Flügel des Bernardbaus eine Abteilung Kunst der Moderne/Grafische Sammlung auf 400 m² mit Depot- und Werkstatträumen eingerichtet, in denen ein zentrales Grafikmagazin eingerichtet wurde, das auch Bestände des Klingspor-Museums und die modernen lithographischen Arbeiten aus dem Besitz der Internationalen Senefelderstiftung umfasst. Die erste Ausstellung hatte den Titel: Kunst der Moderne: Erich Martin.
Weiter ist im Bernardbau die Kinder- und Jugendbücherei sowie die Musikbücherei der Stadtbibliothek Offenbach untergebracht.
Von November 2014 bis Oktober 2018 befand sich in dem Komplex auch das Bürgerbüro der Stadt Offenbach.